# Lee Kyung-keun
Dans ce nom coréen, le nom de famille, Lee, précède le nom personnel.
Lee Kyung-keun, né le 7 novembre 1962, est un judoka sud-coréen évoluant dans la catégorie des moins de 65 kg (poids mi-légers). Il est sacré champion olympique en 1988.

## Palmarès
| Année | Compétition           | Lieu  | Résultat | Catégorie      |
| ----- | --------------------- | ----- | -------- | -------------- |
| 1985  | Championnats du monde | Séoul | 2e       | Moins de 65 kg |
| 1986  | Jeux asiatiques       | Séoul | 1er      | Moins de 65 kg |
| 1988  | Jeux olympiques       | Séoul | 1er      | Moins de 65 kg |